# Велика мінла
Велика мі́нла  (Liocichla) — рід горобцеподібних птахів родини Leiothrichidae. Представники цього роду мешкають в Південно-Східній Азії.

## Таксономія
Дослідники припускають, що еволюція роду почалася в Південному Китаї. Клада, що включає L. omeiensis і L. bugunorum розділилася з кладою, що включає L. phoenicea і L. ripponi в плейстоцені (0,07–1,88 млн років тому).

## Види
Виділяють п'ять видів:
- Мінла карміновокрила (Liocichla phoenicea)
- Мінла сіроголова (Liocichla ripponi)[5][6]
- Мінла омейська (Liocichla omeiensis)
- Мінла оливкова (Liocichla bugunorum)
- Мінла тайванська (Liocichla steerii)

## Етимологія
Наукова назва роду Liocichla походить від сполучення слів дав.-гр. λειος — гладкий, блискучий і κιχλη — дрізд.